# Anomis marginata
Anomis marginata är en fjärilsart som beskrevs av Holland 1894. Anomis marginata ingår i släktet Anomis och familjen nattflyn. Inga underarter finns listade i Catalogue of Life.